# Ана Фабіан
Ана Фабіан (серб. Ana Fabian; нар. 7 січня 1999, Сента, Воєводина) — сербська борчиня вільного стилю, срібна призерка чемпіонату Європи серед молоді, срібна призерка Балканського чемпіонату серед юніорів, срібна призерка Балканського чемпіонату серед кадетів, срібна призерка Середземноморського чемпіонату серед кадетів, учасниця чемпіонатів світу та Європи серед дорослих.

## Життєпис
Виступає за спортивний клуб «Потіс'є» Каніжа.

## Спортивні результати на міжнародних змаганнях

### Виступи на Чемпіонатах світу
| Змагання                        | Збірна | Вагова категорія          | Місце |
| ------------------------------- | ------ | ------------------------- | ----- |
| Чемпіонат світу з боротьби 2022 | Сербія | жіноча боротьба, до 62 кг | 20    |

### Виступи на Чемпіонатах Європи
| Змагання                         | Збірна | Вагова категорія          | Місце |
| -------------------------------- | ------ | ------------------------- | ----- |
| Чемпіонат Європи з боротьби 2022 | Сербія | жіноча боротьба, до 62 кг | 5     |

### Виступи на Кубках світу
| Змагання                    | Збірна | Вагова категорія          | Місце |
| --------------------------- | ------ | ------------------------- | ----- |
| Кубок світу з боротьби 2020 | Сербія | жіноча боротьба, до 59 кг | 8     |

### Виступи на інших змаганнях
| Змагання                           | Збірна | Вагова категорія          | Місце  |
| ---------------------------------- | ------ | ------------------------- | ------ |
| Середземноморські ігри 2022        | Сербія | жіноча боротьба, до 62 кг | 6      |
| Чемпіонат Угорщини з боротьби 2020 | Сербія | жіноча боротьба, до 62 кг | Срібло |

### Виступи на змаганнях молодших вікових груп
| Змагання                                                   | Збірна | Вагова категорія          | Місце  |
| ---------------------------------------------------------- | ------ | ------------------------- | ------ |
| Середземноморський чемпіонат з боротьби серед кадетів 2014 | Сербія | жіноча боротьба, до 52 кг | Срібло |
| Чемпіонат Європи з боротьби серед кадетів 2015             | Сербія | жіноча боротьба, до 56 кг | 13     |
| Балканський чемпіонат з боротьби серед кадетів 2015        | Сербія | жіноча боротьба, до 60 кг | Срібло |
| Балканський чемпіонат з боротьби серед юніорів 2019        | Сербія | жіноча боротьба, до 59 кг | Срібло |
| Чемпіонат Європи з боротьби серед молоді 2019              | Сербія | жіноча боротьба, до 59 кг | 5      |
| Чемпіонат світу з боротьби серед молоді 2019               | Сербія | жіноча боротьба, до 59 кг | 14     |
| Чемпіонат Європи з боротьби серед молоді 2021              | Сербія | жіноча боротьба, до 59 кг | 12     |
| Чемпіонат світу з боротьби серед молоді 2021               | Сербія | жіноча боротьба, до 62 кг | 5      |
| Чемпіонат Європи з боротьби серед молоді 2022              | Сербія | жіноча боротьба, до 62 кг | Срібло |
| Чемпіонат світу з боротьби серед молоді 2022               | Сербія | жіноча боротьба, до 62 кг | 13     |